# Manombo Sud
Manombo Sud est une commune rurale malgache située dans la partie ouest de la région d'Atsimo-Andrefana.